# Komušina Gornja
Komušina Gornja (cyr. Комушина Горња) – wieś w Bośni i Hercegowinie, w Republice Serbskiej, w gminie Teslić. W 2013 roku liczyła 21 mieszkańców.